# Frédérique Huydts
Frédérique Christine Huydts (* 19. August 1967 in Scheveningen, Den Haag; † 3. April 2006 in Amsterdam) war eine niederländische Schauspielerin.

## Leben und Wirken
Huydts wurde einem breiten Publikum durch ihre Rollen in niederländischen Fernsehserien bekannt. Ihre bekannteste Rolle spielte sie unter dem Namen Christine Brands in der niederländischen Ausgabe von Gute Zeiten, schlechte Zeiten (Goede tijden, slechte tijden). Von 1990 bis 1992 war sie als Annette Dekker-van Thijn zu sehen, 1993 kehrte sie als Rebecca Duvalier in die Soap zurück. Weitere Serien waren Diamant, De Brug, In naam der koningin, Wij Alexander und In de clinch.
In den Jahren 2003 bis 2005 war sie vor allem durch ihre Gastauftritte in den Serien Meiden van de Wit, Pulse und Baantjer im Fernsehen präsent.
Frédérique Christine Huydts starb am 3. April 2006 im Alter von 38 Jahren an Krebs.